# Anopheles faini
Anopheles faini este o specie de țânțari din genul Anopheles, descrisă de Narcisse Leleup în anul 1952. Conform Catalogue of Life specia Anopheles faini nu are subspecii cunoscute.